# Gorillaz
Gorillaz je britanski virtualni glazbeni sastav. Čine ga četiri animirana lika: 2D (glavni vokali, klavijature), Murdoc Niccals (bas gitara, vokali), Noodle (gitara, klavijature, prateći vokali) i Russel Hobbs (bubnjevi i udaraljke).

## Povijest sastava
Sastav su 1998. osnovali Damon Albarn iz rock sastava Blur, te Jamie Hewlett, ko-autor stripa Tank Girl. Postavu sastava čine četiri animirana člana: 2D, Murdoc Niccals, Russel Hobbs i Noodle. Uglavnom sviraju alternativni hip-hop, uz alternativni rock, dub i pop.
Njihov prvi album Gorillaz iz 2001. prodan je u više od sedam milijuna primjeraka, te su s tim uspjehom ušli u Guinnessovu knigu rekorda kao najuspješniji virtulani sastav. Album je nominiran za Mercury Prize, no nominacija je, na zahtjev sastava povučena. Svoj drugi studijski album Demon Days objavili su 2005., te su se na njemu našli singlovi "Feel Good Inc.", "DARE", "Dirty Harry" i "Kids with Guns" / "El Mañana". Album je doživio peterostruku platinastu nagradu u Velikoj Britaniji, te dvostruku u SAD-u. Također je nominiran za pet Grammyja, te su osvojili jedan, za najbolju vokalnu suradnju. Također su objavili tri kompilacije, te jedan remix album. Svoj treći studijski album Plastic Beach objavili su 3. ožujka 2010. Singlovi s albuma su "Stylo", "Superfast Jellyfish", "On Melancholy Hill" i "Rhinestone Eyes".  Tokom njihove svjetske turneje Escape to Plastic Beach, Damon Albarn je na svom iPadu snimio cijeli album The Fall. Humanz im je peti studijski album, a objavljen je 28. travnja 2017. Singlovi s albuma su "Saturnz Barz", "We Got the Power", "Ascension", "Andromeda", "The Apprentice" i "Strobelite". Nedugo nakon izlaska novog albuma, objavili su singlove "Sleeping Powder" i "Garage Palace".

## Diskografija

### Studijski albumi
- Gorillaz (2001.)
- Demon Days (2005.)
- Plastic Beach (2010.)
- The Fall (2010.)
- Humanz (2017.)
- The Now Now (2018.)
- Song Machine, Season One: Strange Timez (2020.)
- Cracker Island (2023.)

### Kompilacijski albumi:
- G-Sides (2002.)
- D-Sides (2007.)
- The Singles Collection 2001–2011 (2011.)

- Laika Come Home (2002.)

## Turneje
- Gorillaz Live (2001. – 2002.)
- Demon Days Live (2005. – 2006.)
- Escape to Plastic Beach Tour (2010.)
- Humanz Tour (2017. – 2018.)

## Vanjske poveznice
- Službena stranica